# Club Destroyer's
El Club Deportivo y Cultural Destroyers, más conocido simplemente como Destroyers es un club de fútbol de Bolivia con sede en la ciudad de Santa Cruz de la Sierra. Fue fundado el 14 de septiembre de 1948. Actualmente juega en la Asociación Cruceña de Fútbol.
El club tuvo varias etapas en la liga la primera fue entre 1985 y 1999, su segunda etapa fue entre 2005 y 2007 y la tercera fue entre 2018 y 2019
A nivel nacional se consagró campeón del Nacional B por primera vez en su historia el año 2004. Cuenta además en sus palmarés con 8 títulos de la Asociación Cruceña de Fútbol. El 28 de diciembre de 2017 retorno a la liga después de 10 años luego de vencer en el indirecto a Petrolero.
Su primer equipo disputa sus encuentros en el Estadio Ramón Aguilera Costas, inaugurado en 1941 y rebautizado en 1980, en honor al exfutbolista Ramón Aguilera Costas. Dicho recinto posee una capacidad para 38 500 espectadores, convirtiéndose en el segundo estadio de mayor capacidad de Bolivia.
Su principal rival es Real Santa Cruz con el cual disputa el «Clásico Camba». Además mantiene una fuerte rivalidad con Blooming con el que disputa el denominado «Clásico de Antaño».

## Historia

### Antecedentes y Fundación
El Club Destroyer's fue fundado el 14 de septiembre de 1948, en el barrio de la ‘Máquina Vieja’, por un grupo de jóvenes de los más tradicionales barrios cruceños inclinados a la práctica del fútbol.
El nombre fue propuesto por Edgar ‘Tarechi’ Subirana que venía del cine Palace Theatre en donde vio una película de la Segunda Guerra Mundial y quedó impresionado por el poderío formidable de los buques ‘destructores’ que participaban en las acciones navales de la contienda bélica, en la que apareció en escena un acorazado en cuya proa se leía "Destroyer" y la imagen de un tigre con su brutal mirada felina. El hincha corrió por la ruta serpenteada, para reunirse con otros hinchas y con la dirigencia para proponer bautizar al equipo con el nombre de aquel buque que no podía sacárselo de la cabeza.  Es así que para nombrarlo, los fundadores habían pensado en varios nombres como los de Estrella Roja, Sirari, Splendid y Máquina Vieja, pero el que rápidamente terminó convenciendo a los fundadores fue el de Destroyer's. Fue elegido como primer presidente Ricardo Kuramotto Medina. 
Debido al característico color amarillento de su vestimenta es llamado "Canario" y también "Máquina Vieja" por el barrio cruceño en donde fue fundado.

### Década de 1960: Época dorada

#### 1960 a 1964: Consolidación y protagonismo
"Destroyers, viejo, mocho y peludo", gritaban a voz en cuello los orgullosos y ocurrentes hinchas del popular cuadro en las tribunas del entonces Estadio Departamental. En esos años, recibió el apodo de Cuchuqui (sucio), seguramente de los hinchas de Blooming, equipo que se convirtió en su acérrimo rival de entrada y con el que disputan la condición de decano del fútbol cruceño. Los de La Máquina Vieja sostienen que la Academia fue fundada como club de fútbol bordeando los años 50 y no en 1946 como dicen sus actas, lo cual acentúa la rivalidad barrial de hinchas celestes y aurinegros.
Destroyers se hizo fuerte en esa época, ya que había estado cerca del título en el 62 y 64, con sendos subcampeonatos donde tuvo a los paraguayos Dionisio Amarilla, Eladio Núñez y Juan Medina, el brasileño Gerson, y los nacionales Chiqui Herrera, Melitón Rosales y Tito Melgar.

#### 1965 a 1969: Primeros torneos profesionales
En 1965, se disputó el primer torneo profesional de la Asociación Cruceña de Fútbol. La categoría principal, denominada Primera de Honor, contaba con Oriente Petrolero, Blooming, Universidad, Real Santa Cruz, Guabirá y el cuadro Destroyers. Ese mismo año, Destroyers fue el primer campeón del profesionalismo cruceño, en 1966 fue nuevamente campeón del torneo de la ACF logrando ser el primer bicampeón en el profesionalismo cruceño. La Máquina Vieja arrasa en esos años, con un plantel memorable integrado por Pelusa Reynoso, los paraguayos Eladio Núñez y Heredia, Rojas, Hugo Suárez, García, Segovia, Paredes, Ardaya, Melitón Rosales, Rivero, el brasileño Gerson, Insaurralde, Tito Melgar, Chiqui Herrera y el paraguayo Dionisio Amarilla.
Al mismo tiempo, los viejos rivales Blooming y Destroyers le pusieron su salsa al fútbol cruceño con su rivalidad, ambos clubes eran clubes patrocinados por gente entusiasta, grupos de amigos. Con la aparición de Oriente Petrolero, entre los tres se reparten los títulos de los años 60. En 1969 Destroyer's fue subcampeón detrás de Oriente Petrolero.

### Liga profesional
Cuando se creó la Liga de Fútbol Profesional Boliviano (LFPB) en 1977, Destroyer's desiste de la invitación por fidelidad a la asociación a la que pertenecía. Sin embargo tras consolidarse la Liga de Fútbol Profesional Boliviano (LFPB) como crisol del profesionalismo, desde ese año pelearía el ascenso a dicha competición.
El equipo "Canario" volvió a primeros planos en 1.984, logrando su ascenso a la Liga, de la mano del Director Técnico, Miguel Oliva, tras ganar a Guabirá de Montero. En el profesionalismo, la “Máquina Vieja” funcionó bien de entrada. En sus filas tenía a futbolistas que luego tendrían una excelente trayectoria nacional e internacional, tales como, Carlos Leonel Trucco, José Omar Beccérica, Carlos Aragonés, Miguel Aguilar (deportista) y Federico Justiniano entre otros.
Empero su mejor actuación fue en 1988 cuando llegó a una semifinal del campeonato nacional.  En ese histórico equipo figuraban Erwin "Platini" Sánchez, Marco Antonio Etcheverry y Mauricio "Tapera" Ramos quienes conformaron el 'trío de oro'.
Tras la migración de Sánchez a Bolívar y posteriormente la de Etcheverry y Ramos en la década de los 90, los destroyanos casi siempre vieron a su equipo acosado por el descenso.
En 1999 no aguantó más y desde el año 2000 volvió a jugar en la Asociación Cruceña de Fútbol (ACF).
Temporada 2004
Tras el ascenso nuevamente al profesionalismo, el objetivo de los canarios es que con su equipo en formación, sean competitivos y logren mantenerse en la Liga. El descenso en 1999 y los cinco años que disputaron el torneo asociacionista, fue una lección muy dura, que los de la Máquina Vieja no está dispuestos a repetir.
Por ello, Destroyer's contrató a varios jugadores experimentados como refuerzos para la actual temporada, como ser los delanteros Edú Monteiro y Herland Sánchez, el defensor Percy Gil y el portero Pablo Lanz.
Este grupo de jugadores se sumará a los de la casa que destacaron en 2004 en la ACF y que obtuvieron el Campeonato de la Copa Simón Bolívar. Entre ellos están el delantero Óscar Araúz, el mediocampista Freddy Chispas y el defensor Alejandro Demiquel.
Su Director Técnico es el argentino Aniceto Roldán, ya conocido en la afición boliviana por sus anteriores pasos por Guabirá, Blooming, San José y el propio Destroyer's
Temporada 2008
En el año 2008 (11/09), luego de volver a descender en el año 2007 de la Liga del Fútbol Profesional Boliviano a la Asociación Cruceña de Fútbol, el tradicional y añorado club cruceño Destroyer's no logra clasificarse a la fase clasificatoria para ascender de categoría en la temporada venidera (2009) dejando una vez más, pese a contratar jugadores de experiencia, a su afición con las ganas de volver a ver una vez más aquel equipo que se constituyera en la cantera de jugadores más que exitosos del fútbol boliviano y es más, qué jugadores como ser: Marco Etcheverry, Erwin Sánchez, "Tapera" Ramos, "Chichi" Romero, Carlos Trucco, José Carlo Fernández, "El Mono" Tórrez (+), Pedro Higa, Erwin Justiniano quienes son referentes en el fútbol nacional.
En el partido decisorio, Destroyer's debió vencer a su archirrival moderno (su rival tradicional es Blooming), Real Santa Cruz para poder aspirar a la clasificación de la fase que determina los ascensos, meta que no logró y tendrá que pensar en esperar una temporada más.
El partido grato desde un comienzo, Destroyer's jugó bien hasta en la cancha del rival, pero careció de ofensiva, con su delantera apagada. Real Santa Cruz fue quien creó mejores opciones de gol, que no aprovechó. En el segundo tiempo, Destroyer's fue protagonista y Real, que solo necesitaba empatar, cerró todos sus ángulos y de vez en cuando aprovechaba para atacar. El tiempo transcurría y Destroyer's se desordenó por el nerviosismo de una victoria. Incluso el partido terminó con cuatro expulsiones, dos por equipo; Destroyer's tuvo su última estocada cuando estrelló en el pórtico un remate en el último minuto de adición condenándolo a pensar fuertemente en cómo afrontar su futuro como equipo boliviano y no ser tan solo una referencia tradicional de su tierra.
Temporada 2009
Tras un par de años de haber perdido la categoría, Destroyer's empieza a labrar su retorno al profesionalismo de la mano de su entrenador Juan Rivero. El equipo de antaño se consagró subcampeón 2009 de la Primera A de la Asociación Cruceña de Fútbol y ganó un cupo para jugar la Copa Simón Bolívar, que a su ganador le da el boleto directo a la Liga Profesional y al subcampeón, la posibibilidad de jugar con el equipo de la LPFB que esté en penúltimo lugar en la tabla del punto promedio para pelear por el profesionalimo. Con Edú Monteiro como su principal aporte, Destroyer's goleó 5 a 0 a Deportivo Warnes y con ello aseguró el subcampeonato de la Primera A y la clasificación para la Copa Simón Bolívar.
En el partido jugado en el estadio Ramón Tahuichi Aguilera, el volante Wilberto Cubilla marcó el primer gol a los 19 minutos. Luego, en el segundo tiempo consolidaron la goleada Edú Monteiro a los 48min., Edson Magagnin a los 61min. y Grover Cuéllar en dos oportunidades,a los 72min. y a los 81min. Mientras tanto el equipo emblema de Warnes tuvo que sufrir la expulsión de su arquero Marcelo Bejarano cuando iniciaba el partido a los 4min. Con los cinco goles de anoche, Destroyer's culminó la temporada ACF 2009 como el equipo más efectivo con 64 goles a favor. De los partidos que se jugaran en la etapa final por el título, se presentó la mayor goleada con Destroyers al vencer a Deportivo Warnes por este marcador. Recordar que Destroyer's ingresó a la etapa final por el título con dos puntos de bonificación al ganar una de las dos ruedas del campeonato.
Ahora falta esperar que el gran Destroyer's participe de la Copa Simón Bolívar y pueda conseguir el ascenso a la liga profesional siendo campeón o en su defecto, obteniendo el subcampeonato y ganándole al equipo de la LPFB que esté por promedio con posibilidades jugar el descenso indirecto, que hasta septiembre de 2009 estaban en esa lucha Municipal Real Mamoré, Nacional Potosí y Wilstermann.
En esta etapa en pro de conseguir nuevamente el profesionalismo se tendrá que medir con equipos de trayectoria que también están buscando retornar después de varios años a la liga profesional como ser Guabirá, Campeón de la Primera A de su misma ciudad, Universitario y 1.º de Mayo del Beni, Ciclón campeón de la Primera A de Tarija e Independiente Petrolero subcampeón de la Primera A de Sucre.
A Destroyer's le toca participar en el Grupo C de la Copa Simón Bolívar 2009 que agrupa a los campeones y subcampeones de los departamentos de Pando, Beni y Santa Cruz de la Sierra. De acuerdo a ello, tendrá que medir fuerzas con los siguientes equipos: Universitario y Vaca Díez de Pando, Universitario y 1.º de Mayo de Beni y Guabirá de su misma región. Este grupo se disputará, primeramente, con partidos de ida y vuelta entre adversarios del mismo departamento para luego reagruparse los seis contendientes en la ciudad de Trinidad (Beni), donde se desarrollará el resto de los partidos entre equipos de distintos departamentos.
El 13 de septiembre de 2009 se enfrenta con Guabirá en la ciudad de Montero (Santa Cruz de la Sierra) por su primer partido (ida) en la Copa Simón Bolívar 2009. La victoria se la llevó esta vez Guabirá que ganó por 2 a 1. El triunfo fue merecido, ya que el equipo azucarero, como se le conoce a Guabirá, fue un poco más durante la mayor parte del partido. Sin embargo, Destroyer's se vio perjudicado más antes del partido, que tuvo un hecho vergonzoso, cuando jugadores de ambos equipos se quedaron sin jugar porque no tenían su Cédula de Identidad Boliviana (Documento infalible que debe tener todo ciudadano boliviano en cualquier parte y condición en que se encuentre). Incluso, para la Máquina Vieja, como también se le conoce a Destroyer's, tuvo que atajar un volante, porque los dos guardametas estaban sin dicho documento. De esta manera se inició la batalla del grupo C de la Copa Simón Bolívar 2009.
El partido, programado inicialmente para las 04:00 p. m., comenzó con 15 min.  de retraso debido al problema con la documentación de algunos jugadores lo cual es algo vergonzoso en clubes que quieren estar en la LPFB. Para Guabirá, Getulio Vaca Díez quedó fuera del partido porque no tenía su cédula de identidad. El volante iba a ser titular pero quedó en nada por dicha falta.
Destroyer's la pasó peor, pues el guardavallas titular ni el suplente tenían su documento de identidad y no fueron los únicos, ya que apenas le alcanzó para completar, entre titulares y suplentes, el onceno que entraría a la cancha. La confusión fue total ya que incluso sí ingresó al partido un jugador que no tenía documento pero que en la planilla de jugadores titulares que tenía la mesa del partido aparecía otro nombre en su posición y nadie se dio cuenta, ni siquiera el cuarto juez. El DT de Destroyer's, Juan Rivero estaba al borde del colapso por esta situación ya que se quedaba sin equipo; Decidió que José Carlos Barba (volante izquierdo) vaya al arco, y que el delantero Mauricio Roca, que estaba de suplente, ingrese desde el inicio.
Guabirá no aprovechó la ventaja que le dio Destroyer's por el problema con la documentación de sus jugadores pero fue suficiente para quedarse con los tres puntos en el partido de ida, gracias a la tarde gloriosa que tuvo Víctor Hugo Angola. Destroyer's era un equipo que se había quedado corto antes del partido, ya que todos los líos de habilitaciones por documentación provocó cambios imprevistos. Pese a ello, el partido copó el medio campo donde por momentos Guabirá presionó para llegar al arco contrario, en los primeros 20 minutos. A minuto 31, Angola tomó un rebote en la línea del área y remató un derechazo para anotar la apertura del marcador. En el segundo tiempo Angola anotó el segundo gol, con una remate de distancia en el minuto 65. Destroyer's descontó por medio de Gróver Cuéllar (75 min.) y a los 87 min., Víctor Arancibia marró un disparo mano a mano con el guardameta Lugo y perdió el empate.
En Trinidad - 2009
Luego de perder en Montero (Santa Cruz de la Sierra) en el partido de ida a manos de Guabirá por 2 a 1 así como caer en el de local (vuelta) en el Estadio Ramón Tahuichi Aguilera por 1 a 0, Destroyer's viaja a Trinidad (Beni) junto a su vencedor, Guabirá, para continuar con la competencia en el Grupo C de la Copa Simón Bolívar y así enfrertarse en partidos individuales con los represenates de Beni (Universitario del Beni y 1.º de Mayo) y Pando (Vaca Díez y Universitario de Pando) con el objetivo de conseguir uno de los dos cupos que otorga el grupo para pasar a la siguiente fase de esta competencia y seguir luchando por el ascenso.
Destroyer's inicia su participación en desventaja con cero puntos acumulados mientras que Guabirá inicia con seis a costa de Destroyer's. Por otro lado, Universitario de Pando y Universitario del Beni también empiezan con buen pie en esta etapa dejando en el fondo a Vaca Díez, 1.º de Mayo y Destroyer's. Con el pasar de los días la figura va cambiando en que lo respecta a Destroyer's ya que logra ganar los cuatro partidos que le tocaba jugar en dicha ciudad. Guabirá logra su clasificación una fecha antes de la finalización de esta etapa por lo la pelea estaba entre Universitario del Beni, que seguía firme, y Destroyer's, que se jugaría todo en la cuarta y última fecha. Universitario de Pando se cae en sus últimos partidos y pierde vigencia. En la última fecha, Destroyer's derrota a Universitario de Pando pero aún no estaba clasificado y debía esperar a que su coterráneo, Guabirá, derrote o empate con Universitario del Beni para concretar su paso a la siguiente instancia lo cual se dio a segunda hora cuando Guabirá derrota a Universitario del Beni sepultando las aspiraciones de este departamento de tener su segundo equipo en la LPFB en una misma temporada y dando rienda suela a la alegría de la Máquina Vieja.
Es así que los dos equipos cruceños que participan en el grupo C de la Copa Simón Bolívar avanzaron a la otra fase del torneo. Guabirá venció en la última fecha por 2 a 1 a Universitario de Beni y le dio una mano a Destroyer's, que en la primera hora había goleado a Universitario de Pando por 3 a 0.
Destroyer's, de la mano del DT Juan Rivero, venció en sus cuatro partidos disputados en el Estadio Lorgio Zambrano, que le permitió ocupar el segundo lugar de las posiciones de su grupo y por lo tanto, ahora enfrentará al primero del grupo B, conformado por los equipos de Tarija, Potosí y Chuquisaca, donde Ciclón de Tarija marcha a la cabeza.
En el partido con Universitario de Pando ganó con goles del brasileño Juninho,  a los 13min. y 31min., y confirmó la victoria Carlos Romero, a los 71min.
En la segunda hora, Guabirá logró un triunfo a costa de Universitario del Beni por 2 a 1, con goles de Edwin Alpire a los 60min. y César Bordaberry a los 85min. Al final 90min. descontó Cristhian Gonzales. Con dicha derrota Universitario del Beni se quedaron con 10 unidades y dejaron el segundo cupo por el pase a Destroyer's, que sumaron 12 unidades y los azucareros 16.
Guabirá, que quedó primero ahora deberá enfrentarse con el segundo del grupo A, donde participan los equipos de La Paz, Cochabamba y Oruro.
Segunda Fase Simón Bolívar 2009
Destroyer's logra el pase a la segunda fase de la copa y debe enfrentarse con Ciclón de Tarija. Los enfrentamientos entre Destroyer's y Ciclón tienen una historia particular por un escándalo de proporciones ocurrido hace tres años en Tarija.
En esa oportunidad, cuchuquis y albicelestes se enfrentaron en los partidos del descenso y ascenso indirecto luego de quedar los cuchuquis penúltimos en la tabla de la Liga Profesional y los tarijeños de ser subcampeones de la Copa Simón Bolívar.
El 25 de octubre de ese año en Santa Cruz, Ciclón logró empatar a un gol por lado con los cuchuquis, resultado que le daba la posibilidad de lograr el ascenso en caso de ganar en la vuelta en Tarija.
Eso ocasionó que el Estadio IV Centenario de Tarija quede completamente colmado con más de 25.000 aficionados muchos de los cuales estaban en estado de ebriedad, según los medios de prensa.
Para asombro de todos, Destroyer's comenzó ganando el partido y aunque los albicelestes lograron el empate, nuevamente los cruceños se pusieron en ventaja.
El árbitro Marcelo Ortubé, que dirigía el partido, expulsó a Rodrigo Bottaro por fingir una falta y cuando se jugaban descuentos, una gran cantidad de hinchas de Ciclón rompieron varios sectores del enmallado invadiendo el terreno, agrediendo a los jugadores de Destroyers como al juez. Tras varias horas en el camarín protegiéndose de los hinchas, el plantel cuchuqui pudo salir del estadio bajo custodia policial. Como dato adicional 28 partidos jugaron por torneos de Liga Profesional. Destroyer's ganó 14, Ciclón 5 y 9 empates.
Sin embargo, el campeón tarijeño pasó a la semifinal de la copa Simón Bolívar tras imponerse 4 goles a 2 durante los 90 minutos en Tarija; Luego, hubo penales dado que Destroyer's ganó en Santa Cruz. En la tanda de penales Ciclón ganó por 5 a 4 a Destroyer's. Desde el inicio del partido Ciclón fue el que tomo la iniciativa, es así que Edson Centeno a los 10min. y 15min. del primer tiempo logra poner en ventaja al plantel albiceleste, a los 40min. Vladimir Compás anota el tercero de Ciclón. En la segunda parte a los 43 aparece el goleador Gonzalo Acosta, anotando el cuarto gol para Ciclón. Destroyer's descontó el marcador en dos oportunidades, finalizando 4 a 2 el partido. En la ronda de los penales Ciclón fue efectivo, en tanto que Destroyer's marro 1 penal. Terminado el partido se desató la locura de la parcialidad Albiceleste; El fútbol tiene revanchas y Ciclón se vengó de lo ocurrido el 2006, cuando los cuchuquis los dejaron fuera. Es así que Destroyer's continua en la Asociación Cruceña de Fútbol ACF donde peleará en el torneo 2010 unos de los dos cupos que lo lleven nuevamente a participar de la Copa Simón Bolívar del mismo año.
Torneo ACF Asociación Cruceña de Fútbol 2010
El torneo de la ACF se divide en dos rondas iniciales mediante las cuales se clasifican los tres primeros equipos de cada ronda para jugar una liguilla final por el título del torneo donde el campeón u subcampeón son los representantes de Santa Cruz en la Copa Simón Bolívar. En esta ocasión, luego de que en la primera ronda Destroyer's no clasficó entre los primeros tres lugares, logra su clasificación a la liguilla final por el título en la segunda ronda siendo el sexto y último clasificado luego de ganarle a 24 de Septiembre 5 a 1. Destroyer's, como nunca, casi queda fuera de la lucha por el título y sobre todo de intentar clasificar a la Copa Simón Bolívar ya que Oriente Petrolero B estaba a un solo punto de dejar fuera a Destroyer's si es que este empataba y el otro ganaba. Sin embargo, Oriente Petrolero B perdió 3 a 1 con Universidad y con la victoria de Destroyer's selló la clasificación a la liguilla final.
Los equipos que disputarán el título de la ACF 2010 así como los dos cupos que otorga a la Copa Simón Bolívar serán: El Torno F.C. 45ptos., Real Santa Cruz 41ptos., Real América 41ptos., Universidad 40ptos., Calleja 36ptos. y Destroyer's 36ptos. De estos equipos Destroyer's y Real Santa Cruz, equipos de antaño de Santa Cruz intentarán nuevamente ser los dignos representantes de su tierra natal y por sobre todo, lograr ser el campeón y subcampeón de la Copa Simón Bolívar 2010 con el fin de ascender nuevamente a la Liga del Fútbol Profesional Boliviano LFPB.
Inédito: Real América Campeón de la Asociación Cruceña de Fútbol ACF
En la liguilla final de los 6 mejores, donde Destroyer's ingresó como último clasificado, no le fue muy bien y quedó fuera de toda posibilidad de clasificación a la Copa Simón Bolívar buscando nuevamente su ascenso a la Liga del Fútbol Profesional Boliviano; Y no solo eso ya que su directo rival, el Club Real Santa Cruz también quedó fuera de acceder a la misma copa. Esto debido a que, cuando faltaba aún una fecha para concluir la liguilla final del torneo de la Primera A, el plantel de Real América se consagró campeón del fútbol cruceño gracias a la victoria que consiguió sobre Destroyer's, por la cuenta de 2 a 1, que le permitió asegurar su presencia en la Copa Simón Bolívar.
Santa Cruz ya contaba con un representante para la Copa Simón Bolívar; El elenco de Real América sumó 24 unidades y el primer lugar que ostentó no corrió ningún riesgo porque faltaba solo una fecha y estaban bastante distanciados del segundo y tercer puesto.
En la última fecha, la pelea por el subcampeonato y el segundo boleto a la Copa Simón Bolívar se dio entre Callejas que tenía 19 puntos y Real Santa Cruz que acumulaba 16 unidades.
En la última fecha Real América enfrentaba a Callejas y una victoria del plantel realista abría la posibilidad a Real Santa Cruz de lograr el segundo sitio, pero para eso debería derrotar a Destroyer's por goleada ya que el gol diferencia favorecía a Callejas. Al final, la suerte favoreció a los tahuichis, como se los conoce a los del equipo Calleja, dejando de lado a dos grandes del fútbol cruceño, sobre todo a los cuchuquis. Es así que Real América se consagra por primera vez en toda su historia campeón del fútbol cuceño y representará dignamente a su tierra en la Copa Simón Bolívar, también por primera vez, con el fin de dar una plaza más a Santa Cruz en la Liga del Fútbol Profesional Boliviano; Así mismo, Calleja es la primera vez que participará en este torneo.
Vientos de Cambio: Pedro Rivero Jordán
Luego de un nuevo intento fallido por ascender a la LFPB, una nueva corriente liderada por un grupo de hinchas bien organizados del club, decide tomar un nuevo camino bien marcado para recuperar primeramente la institucionalidad de Detroyer's y luego un cupo en la LFPB. Es así que el 20/10/2010 se realiza una asamblea magna basada en lo siguiente.
En dicha asamablea de hinchas y socios de Destroyer's se proclamó como presidente por el lapso 2011 a 2012 al Sr. Pedro Rivero Jordán. La asamblea fue convocada y respaldada por anteriores presidentes del club que avalaron la elección.
Todo se inició con la lectura de las cartas en las que anteriores presidentes, como Carmelo Paz, Fernando Sattori, Eduardo Daza y otros, enviaron al actual Luciano Negrete buscando una reunión para que informe sobre la situación del club.
Sobre los oradores, el primero fue Luis Alberto Rossel, luego Herland Ayala Suárez, Édgar Terrazas, Eduardo Daza, Felipe y Ronald Cadario, Carlos Durán, Fernando Sattori, José Carlos Lijerón, Dante Parada y Saúl Saldaña. Una gran cantidad de hinchas mujeres asistieron al lugar.
La Sra. Sonia Vaca pidió la palabra y propuso al Sr. Pedro Rivero Jordán y los aplausos no se hicieron esperar. Luego Wálter Castedo también apoyo la moción por el Sr. Rivero.
Rivero Jordán habló y agradeció el apoyo y tras aceptar la propuesta remarcó dos hechos que llevaba muy adentro en su vida: “La lucha junto a los periodistas para que no nos pongan mordaza (trabaja en el Diario Mayor El Deber) y el recuerdo de chico de ir de la mano de mi padre (Pedro Rivero Mercado) a la casa de los Carrasco, para ver y sentir a Destroyer's en aquellas bonitas discusiones. Llevo estos colores en los genes”, indicó además de “Lo primero será sentar bases sólidas para lo institucional, pero también ser gran protagonista el 2011. El club no será sólo de la directiva, sino de todos”.
El acto fue avalado por Ingrid Leigue Suárez, notaria de Fe Pública n.º 61.
La posesión del nuevo directorio, al mando de Pedro Rivero Jordán, sería el 1.º de noviembre en el Cpdsc. Hasta esa fecha, los expresidentes y los hinchas serán los encargados de conformar y designar a los nuevos miembros que comandarán la institución hasta 2012.
En fecha 18/11/2010 el exgoleador del mundo Víctor Hugo "Tucho" Antelo es el nuevo D.T. de Destroyer's. El exjugador fue presentado oficialmente por el Sr. Pedro Rivero Jordán. El nuevo entrenador estará con el club por los siguientes dos años según su contrato.
"Tucho" estaba muy feliz por su designación ya que indicó que, al ser hincha de Destroyer's, tiene motivación de sobra para defender los colores del club de sus amores.
La composición 2011/2012 es la siguiente:
Presidente Comisión Técnica = Eduardo Guilarte
D.T. = Oscar Ramírez
Ayudante de Campo = Gabriel Ramírez
Entrenador de Arqueros = José Luis Ginio
Preparador Físico = Carlos Vargas

## Símbolos

### Historia y volución del escudo
El escudo del club ha mantenido su forma y color desde su creación. A lo largo de su historía, pequeñas variaciones se fueron agregando en el diseño para modernizar su imagen. El escudo actual está compuesto por los colores amarillo y negro que representan al club. El nombre del club en la parte superior. La cruz potenzada en el centro, que simboliza la identidad cruceña y se relaciona con el escudo de Santa Cruz de la Sierra. En el centro el Tigre que simboliza el origen del club y en la parte inferior el año de su fundación.

### Mascota
El Jaguar es la mascota oficial del club debido a que inspiró el escudo y los colores.

## Indumentaria
El color del uniforme de Destroyers queda establecido el mismo día de su fundación: camiseta amarilla con bocamangas negras, pantalón negro y medias negras con una franja amarilla.

### Uniformes actuales
Los colores representativos del uniforme para la temporada 2021 son los siguientes:
- Uniforme titular: Camiseta amarilla, pantalón negro y medias negras.
- Uniforme alternativo: Camiseta negra, pantalón negro y medias negras.

| Titular | Visitante |

### Uniforme tradicional
| Titular | Visitante |

## Instalaciones

### Estadio

Hinchada de la Máquina Vieja en el estadio.

El principal recinto del club es el Estadio Ramón Aguilera Costas, más conocido como «Tahuichi», de propiedad del Gobierno de Santa Cruz de la Sierra. Cuenta con un aforo total para 38 000 espectadores, el recinto deportivo se encuentra ubicado en la calle Soliz de Olguín. 
El estadio fue inaugurado en 1940 con el nombre de «Estadio Departamental de Santa Cruz». El estadio era utilizado por los clubes cruceños durante los torneos de Primera A y, ocasionalmente, para sus encuentros en campeonatos nacionales. Posteriormente, en 1973, el escenario fue renombrado por el entonces prefecto de Santa Cruz Widden Razuk como «Estadio Willy Bendeck» en homenaje al piloto cuatro veces campeón de automovilismo, fallecido en un accidente en 1971. No fue hasta 1980 cuando se cambió el nombre por el actual «Estadio Ramón Tahuichi Aguilera» en honor a Ramón Aguilera Costas, exfutbolista cruceño, apodado Tahuichi.
Después de su inauguración, el escenario no contó con luminarias hasta 1974. Asimismo, fue remodelado en 1971, debido a la caída de una de las tribunas, y entre 1996 y 1997, para la Copa América 1997, de la que fue una de las sedes. En 2014 se inició una nueva remodelación al estadio con una inversión cercana a los 200 millones de Bs.

### Sede Social
La sede social del Destroyers  está ubicada en el kilómetro 7 de la vía a Montero, la misma que tiene habitaciones con todas las comodidades para 30 jugadores, dotadas con vitrinas, sauna, duchas, cocina, salón de reuniones, parque infantil, cancha polifuncional, vivienda para el casero.

## Datos del club
- Puesto en la clasificación histórica de la Primera División: 12.º
- Temporadas en Primera División: 27 (1969, 1985-1999, Adecuación 2005-Clausura 2007 y Apertura 2018-Clausura 2019).
- Mejor puesto en Primera División: 3° en 2 oportunidades (1986 y 1987)
- Mayor goleada a favor
  - En Primera División:
    - 8 - 0 contra Always Ready (28 de mayo de 1989).
    - 7 - 1 contra Universitario de Sucre (12 de marzo de 1989).
    - 6 - 0 contra Iberoamericana (21 de agosto de 2005).
    - 6 - 0 contra Unión Central (18 de septiembre de 2005).
    - 6 - 0 contra La Paz F. C. (25 de mayo de 2006).

  - En Copa Simón Bolívar:
    - 9 - 0 contra Vaca Díez (30 de septiembre de 2004).
    - 8 - 0 contra Real Mapajo, 3 de noviembre de 2014.
    - 7 - 0 contra Deportivo Kivón, 14 de septiembre de 2016.[11][12]
- Mayor goleada en contra
  - En Primera División:
    - 0 - 8 contra Jorge Wilstermann (29 de agosto de 1999).
    - 0 - 8 contra San José (12 de mayo de 2018).
- Jugador con más partidos disputados: Federico Justiniano (263 encuentros oficiales).
- Jugador gon más goles Martín Menacho (53 goles en competiciones oficiales).
- Mejor racha de partidos invicto: 46 partidos, desde el 24 de abril de 2016 hasta el 22 de abril de 2017. Récord del fútbol boliviano

### Mayor período invicto
Destroyers posee el récord de imbatibilidad en Bolivia con cuarenta y seis encuentros invictos desde el 24 de abril de 2016 hasta el 22 de abril de 2017. Este récord incluye: Copa Simón Bolívar (12 encuentros), Copa Bolivia (4 encuentros) y la Asociación Cruceña de Fútbol (30 encuentros). Entre los tres torneos el club logró treinta y siete victorias y nueve empates. Todos los encuentros fueron dirigidos por el entrenador Ubirajara Veiga.
| Encuentros | Encuentros    | Encuentros             | Encuentros | Encuentros               | Encuentros |
| N.º        | Competencia   | Rival                  | Resultado  | Fecha                    |            |
| ---------- | ------------- | ---------------------- | ---------- | ------------------------ | ---------- |
| 1          | ACF           | Guabirá                | 2:1        | 24 de abril de 2016      |            |
| 2          | ACF           | Argentinos Juniors     | 4:1        | 30 de abril de 2016      |            |
| 3          | ACF           | Cooper                 | 2:1        | 17 de mayo de 2016       |            |
| 4          | ACF           | Ferroviario            | 3:1        | 23 de mayo de 2016       |            |
| 5          | ACF           | Royal Pari             | 1:0        | 26 de mayo de 2016       |            |
| 6          | ACF           | Calleja                | 2:2        | 28 de mayo de 2016       |            |
| 7          | ACF           | 24 de Septiembre       | 2:1        | 4 de junio de 2016       |            |
| 8          | ACF           | Argentinos Juniors     | 1:1        | 12 de junio de 2016      |            |
| 9          | ACF           | Real América           | 3:0        | 18 de junio de 2016      |            |
| 10         | ACF           | Oriente Petrolero B    | 2:0        | 22 de junio de 2016      |            |
| 11         | ACF           | El Torno FC            | 2:1        | 25 de junio de 2016      |            |
| 12         | ACF           | Royal Pari FC          | 1:0        | 2 de julio de 2016       |            |
| 13         | ACF           | Real América           | 1:1        | 9 de julio de 2016       |            |
| 14         | Copa Bolivia  | Universitario de Vinto | 2-0        | 13 de septiembre de 2016 |            |
| 15         | Copa Bolivia  | Deportivo Kivón        | 7-0        | 14 de septiembre de 2016 |            |
| 16         | Copa Bolivia  | García Agreda          | 1-0        | 17 de septiembre de 2016 |            |
| 17         | Copa Bolivia  | Mariscal Sucre         | 3-0        | 18 de septiembre de 2016 |            |
| 18         | ACF Primera A | 24 de Septiembre       | 3-1        | 1 de octubre de 2016     |            |
| 19         | ACF Primera A | Calleja                | 3-0        | 8 de octubre de 2016     |            |
| 20         | ACF Primera A | Real América           | 1-1        | 15 de octubre de 2016    |            |
| 21         | ACF Primera A | Argentinos Juniors     | 1-0        | 22 de octubre de 2016    |            |
| 22         | Nacional B    | Universitario del Beni | 1-0        | 29 de octubre de 2016    |            |
| 23         | ACF Primera A | Cooper                 | 1-0        | 1 de noviembre de 2016   |            |
| 24         | Nacional B    | Miraflores             | 3-2        | 5 de noviembre de 2016   |            |
| 25         | ACF Primera A | Royal Pari             | 1-1        | 9 de noviembre de 2016   |            |
| 26         | Nacional B    | Real América           | 0-0        | 12 de noviembre de 2016  |            |
| 27         | ACF Primera A | Real Santa Cruz        | 1-0        | 16 de noviembre de 2016  |            |
| 28         | Nacional B    | Miraflores             | 3-1        | 19 de noviembre de 2016  |            |
| 29         | ACF Primera A | Universidad            | 4-0        | 22 de noviembre de 2016  |            |
| 30         | Nacional B    | Universitario del Beni | 1-1        | 26 de noviembre de 2016  |            |
| 31         | ACF Primera A | Sebastián Pagador      | 1-0        | 29 de noviembre de 2016  |            |
| 32         | Nacional B    | Real América           | 4-2        | 3 de diciembre de 2016   |            |
| 33         | ACF Primera A | Oriente Petrolero B    | 2-1        | 6 de diciembre de 2016   |            |
| 34         | ACF Primera A | El Torno FC            | 2-2        | 15 de diciembre de 2016  |            |
| 35         | ACF Primera A | Ferroviario            | 4-0        | 17 de diciembre de 2016  |            |
| 36         | Nacional B    | Atlético Bermejo       | 2-1        | 4 de marzo de 2017       |            |
| 37         | ACF Primera A | 24 de Septiembre       | 2-0        | 11 de marzo de 2017      |            |
| 38         | Nacional B    | Universitario del Beni | 3-1        | 19 de marzo de 2017      |            |
| 39         | ACF Primera A | Calleja                | 2-0        | 22 de marzo de 2017      |            |
| 40         | Nacional B    | Always Ready           | 4:0        | 25 de marzo de 2017      |            |
| 41         | ACF           | Real América           | 4:0        | 28 de marzo de 2017      |            |
| 42         | Nacional B    | Ramiro Castillo        | 1:1        | 2 de abril de 2017       |            |
| 43         | Nacional B    | Atlético Bermejo       | 2:0        | 9 de abril de 2017       |            |
| 44         | ACF           | Argentinos Juniors     | 3:1        | 12 de abril de 2017      |            |
| 45         | ACF           | Cooper                 | 2:1        | 15 de abril de 2017      |            |
| 46         | Nacional B    | Universitario del Beni | 1:0        | 22 de abril de 2017      |            |

## Palmarés

### Torneos nacionales
| Competición nacional     | Títulos | Subcampeonatos        |
| ------------------------ | ------- | --------------------- |
| Copa Simón Bolívar (1)   | 2004.   | 2011/12, 2016/17. (2) |
| Copa Bolivia Ascenso (1) | 2016.   |                       |

### Torneos regionales (9)
| Competición regional   | Títulos                                                             | Subcampeonatos                                      |
| ---------------------- | ------------------------------------------------------------------- | --------------------------------------------------- |
| Campeonato Cruceño (9) | 1965, 1966, 1978, 1980, 1984, 2003, 2013/14, 2016/17, 2021 II (ACF) | 1969, 1982, 2000, 2004, 2009, 2012/13, 2015/16. (7) |

## Estadísticas

### Estadísticas en campeonatos nacionales
| 2000    | 3ª ronda   | 6  | 3  | 0  | 3  | 13  | 13  | 0  | 9   |
| 2003    | 1ª ronda   | 6  | 3  | 0  | 3  | 14  | 9   | 5  | 9   |
| 2004    | Campeón    | 11 | 8  | 1  | 2  | 32  | 15  | 17 | 25  |
| 2009    | 2ª ronda   | 8  | 5  | 0  | 3  | 19  | 10  | 9  | 15  |
| 2011-12 | Subcampeón | 19 | 8  | 6  | 5  | 27  | 19  | 8  | 30  |
| 2014-15 | 5°         | 18 | 7  | 6  | 5  | 36  | 23  | 13 | 27  |
| 2016-17 | Subcampeón | 18 | 10 | 7  | 1  | 30  | 14  | 16 | 37  |
| 2017    | 1ª ronda   | 10 | 7  | 0  | 3  | 30  | 16  | 14 | 21  |
| Total   | 173 Puntos | 96 | 51 | 20 | 25 | 201 | 119 | 82 | 173 |

## Jugadores

### Altas y bajas 2023
| Altas              |               |                      |       |
| Futbolista         | Posición      | Procedencia          | Tipo  |
| Joaquín Monasterio | Entrenador    | Agente libre         | Libre |
| Ervin Montero      | Defensa       | Universidad Cruceña  | Libre |
| Leandro Gareca     | Defensa       | Universidad Cruceña  | Libre |
| Junior Ríos        | Defensa       | Agente libre         | Libre |
| Juliano Oliveira   | Mediocampista | North Esporte Clube  | Libre |
| Romarinho          | Mediocampista | Atlético Catarinense | Libre |

| Bajas            |               |                            |                 |
| Futbolista       | Posición      | Destino                    | Tipo            |
| Brandon Torrico  | Defensa       | Real Potosí                | Fin de contrato |
| Alejandro Cabral | Defensa       | Ciudad de Bolívar          | Fin de contrato |
| Roderick Perozo  | Mediocampista | Ciudad Nueva Santa Cruz FC | Fin de contrato |

### Cesiones 2023
| Cesiones | Cesiones     | Cesiones | Cesiones | Cesiones | Cesiones | Cesiones |
| Jugador  | Nacionalidad | Posición | Destino  |          |          |          |
| -------- | ------------ | -------- | -------- | -------- | -------- | -------- |

### El trío de oro
Trío de oro, es hasta ahora recordado porque nunca más en un club de Bolivia, tres talentosos como lo fueron Marco Etcheverry, Mauricio Ramos y Erwin Sánchez se juntaron en un mismo equipo. Estos tres habilidosos iniciaron su carrera futbolística en Destroyer's hacia finales de los años 80', traídos por el entrenador peruano Moisés Barack, que los vio en la Academia Tahuichi. Estos jugadores llevarían al club a su mejor actuación en la liga el año 1988, donde la Máquina Vieja llegaría hasta las semifinales del torneo. Posteriormente estos jugadores lograrían en 1994 clasificar con la Selección boliviana a la Copa Mundial de fútbol por primera vez en la historia de Bolivia. El término surgió por Rolando Aguilera, clave en la formación de los tres en la Academia Tahuichi.

### Máximos goleadores
Estos son los máximos goleadores de Primera División.
| #    | Jugador                 | Goles |
| ---- | ----------------------- | ----- |
| 1.º  | Martín Menacho          | 53    |
| 2.º  | Mauricio Ramos          | 39    |
| =    | Edú Monteiro            | 39    |
| 4.º  | William Ramallo         | 37    |
| 5.º  | Fernando Ribera         | 33    |
| 6.º  | Miguel Aguilar          | 25    |
| 7.º  | Erwin Sánchez           | 24    |
| 8.º  | Raúl Horacio Baldessari | 23    |
| 9°   | Patrick Fabiano         | 19    |
| 10.º | Jefferson Tavares       | 18    |
| 11.º | Marco Etcheverry        | 17    |
| 12.º | Isaías Virhuez          | 13    |
| 13.º | Marcos Lenard Aguilera  | 12    |
| =    | José Ricardo Cortés     | 12    |

### Jugadores con más partidos
Estos son los jugadores con más partidos en Primera División.
| #   | Jugador             | Partidos |
| --- | ------------------- | -------- |
| 1.º | Federico Justiniano | 263      |
| 2.º | Mauricio Ramos      | 172      |
| 3.º | Martín Menacho      | 132      |
| 4.º | Miguel Aguilar      | 97       |

### Extranjeros en el club
| Nacionalidad   | Jugadores | Jugadores |
| -------------- | --------- | --- |
| América        |           | |
| Argentina      | 15        | Horacio Baldessari, Raúl Alberto Cardozo, Víctor Hugo Andrada, José Becerrica, Amadeo Gasparini, Norberto Kekez, Marcelo Sozzani, Lucas Cisneros, Fabio Miguel Giménez, Pablo Francés, Daniel Aníbal Hernández, Mauro Zanotti, Bryan Schmidt, Pablo Lanz, David Andersen |
| Brasil         | 14        | Fernando Revelis, Edú Monteiro, Murilo Casagrande, Anderson Gonzaga, Patrick Fabiano, Leonardo Semião, Jeferson Santos, Willian Lira, Marcelo Amarildo, Víctor Cruz de Jesús, Donisete de Oliveira, Jefferson Tavares, Ricardo Duarte, Junior Menezes                    |
| Colombia       | 2         | Javier Calle, José Ricardo Cortés |
| Estados Unidos | 1         | Marquis White |
| Paraguay       | 8         | Dionisio Amarilla, Oscar Espínola, Gustavo Almada, Gilberto Ayala, Francisco Argüello, Arnaldo Vera, Juan Carlos Duarte, Fernando Ruíz |
| Venezuela      | 2         | Bernardo Añor Guillamón, Roderrick Perozo |

## Entrenadores

### Cronología
- Freddy Valda (1985)
- Moisés Barack (1987)
- Antonio Batista (1987)
- Raúl Pino (1988)
- Silvio Parodi (1989)
- Eduardo Guilarte (1990)
- Adolfo Flores (1991)
- Mario González (1991)
- Omar Becerrica (1994)
- José Carlos Fessina (1995)
- Luis Emilio Ludueña (1995)
- Aniceto Roldán (1995-1996)
- Luis Esteban Galarza (1998)
- José Alberto Caiana (1998)
- David Avilés (2004)
- Aniceto Roldán (2005)
- Guillermo Awe (2006-2007)
- Óscar Ramírez (2012)
- João Paulo Barros (2015)
- Ubirajara Veiga da Silva (2016-2017)
- José Peña (2017-2018)
- Cleibson Ferreira (2018)
- Óscar Ramírez (2018)
- Evandro Guimarães (2019)
- Carlos Fabián Leeb (2019)
- Luis Revilla (2020)
- Cleibson Ferreira (2021)
- Gustavo Romanello (2022)
- Emilio Izase (2023)
- Joaquín Monasterio (2023)
- Pablo Cesar Zumpano (2023)
- Francisco Muñoz (2024)

## Hinchada
Tradicionalmente Destroyers es uno de los equipos más populares del departamento de Santa Cruz. Posee una afición numerosa en toda la región oriental.

## Rivalidades

### Clásico Camba
En la actualidad el principal rival del club es Real Santa Cruz, con el cual disputa el denominado «Clásico Camba».

### Clásico de Antaño
El rival más tradicional de Destroyer's es Blooming. Cuando se crea el fútbol profesional cruceño en 1965, se consideraba este partido como el «Clásico» de la ciudad de Santa Cruz de la Sierra, debido en gran parte a la popularidad y la rivalidad que mantenían estos dos equipos.
Estos clubes fundados en 1946 y 1948 posiblemente por la edad similar captaron la atención de la afición.
Este encuentro es recordado hoy en día como el «Clásico de antaño» y actualmente no se juega debido a que ambos clubes participan en categorías distintas.

### Otras rivalidades
También existe una rivalidad deportiva de carácter histórico y especial con Oriente Petrolero debido a sus enfrentamientos por el título de la AFC entre la década del 50 y el 60. En la actualidad debido a que ambos equipos tienen como máximo rival a Blooming esta rivalidad disminuyó a tal punto que ambos equipos mantienen una amistad.

## Divisiones inferiores

### Destroyers B
Es el equipo filial del club, actualmente participa en la Asociación Cruceña de Fútbol.
Destroyers es un semillero importante del fútbol boliviano, han surgido muchos jugadores bolivianos que jugaron o juegan actualmente en el torneo local.

### Fútbol femenino
La División Femenina de Fútbol del Club Destroyers participa en el campeonato de la Asociación Cruceña de Fútbol, equivalente a la tercera división masculina.